# Scincella tsinlingensis
Espèce
Synonymes
- Leiolopisma tsinlingensis Hu & Zhao, 1966

Scincella tsinlingensis est une espèce de sauriens de la famille des Scincidae.

## Répartition
Cette espèce est endémique de République populaire de Chine. Elle se rencontre entre 1 800 et 3 140 m d'altitude dans les provinces du Shaanxi, du Níngxià, du Gansu et du Sichuan.

## Publication originale
- Hu, Zhao & Liu, 1966 : A herpetological survey of the Tsinling and Ta-Pa Shan region. Acta Zoologica Sinica, vol. 18, no 1, p. 57–89 (texte intégral).